# Fissidens wichurae
Fissidens wichurae är en bladmossart som beskrevs av Brotherus och Fleischer 1899. Fissidens wichurae ingår i släktet fickmossor, och familjen Fissidentaceae. Inga underarter finns listade i Catalogue of Life.